# Eisenbahnunfall von Bioče

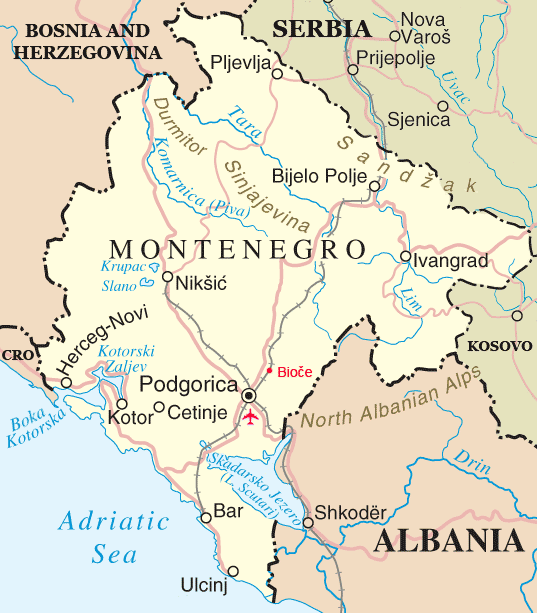
Unfallstelle im montenegrinischen Bahnnetz

Bei dem Eisenbahnunfall von Bioče entgleiste am 23. Januar 2006 ein Zug der Montenegrinischen Eisenbahn auf der Bahnstrecke Belgrad–Bar bei Bioče in Montenegro aufgrund überhöhter Geschwindigkeit nach Versagen des Bremssystems. 45 Menschen starben.

## Ausgangslage

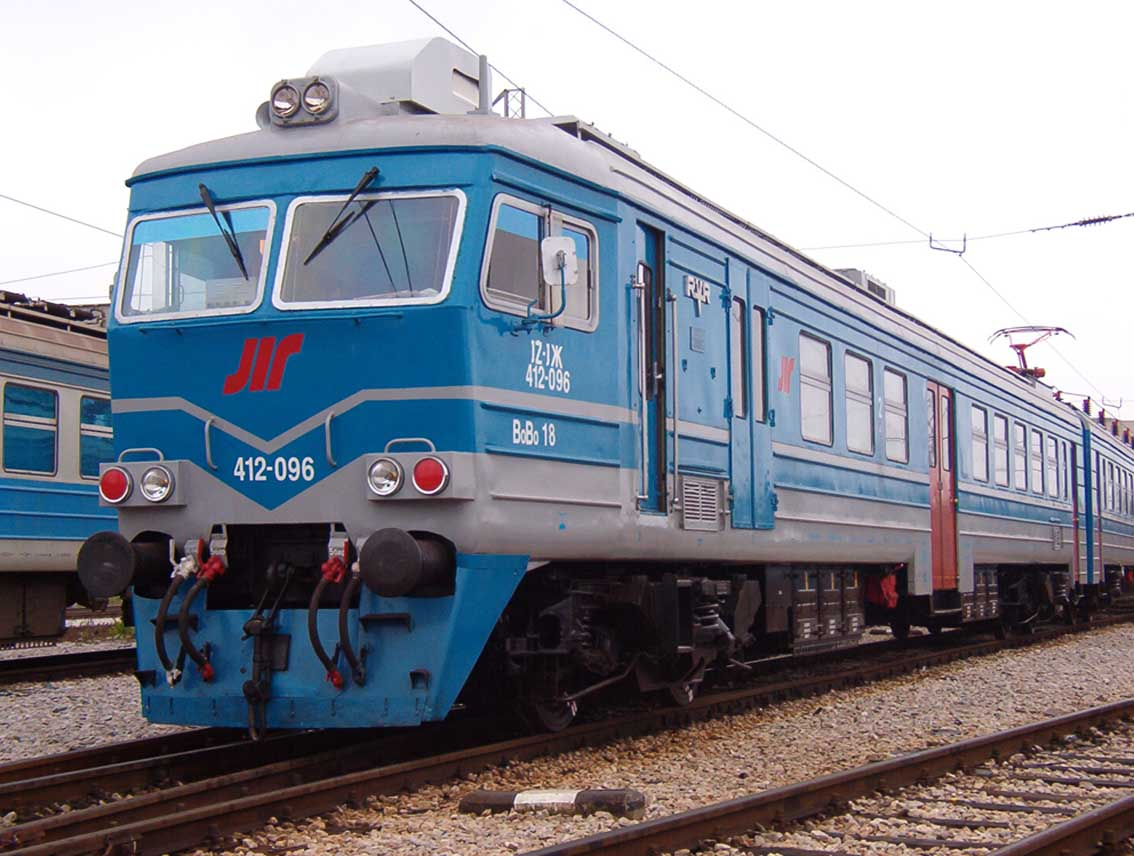
Fahrzeug der Baureihe 412, wie es in den Unfall verwickelt war.

Ein vierteiliger Triebwagen der Baureihe 412 der montenegrinischen Eisenbahn hatte Probleme mit seinen Bremsen. Gleichwohl wurde er als Nahverkehrszug von Bijelo Polje nach Bar eingesetzt. Er beförderte bei der Unfallfahrt etwa 300 Fahrgäste. Noch 700 Meter vor der Unfallstelle war es dem Lokomotivführer möglich, ordnungsgemäß zu bremsen.
Die Bahnstrecke verläuft unterhalb des Bahnhofs Bioče in einem Gefälle bogenreich durch eine Reihe von Tunneln.

## Unfallhergang
Der Zug beschleunigte gegen 16 Uhr in einem Gefälle unkontrolliert und brach mit 139 km/h statt erlaubter 60 km/h aus einem Bogen am Ende eines Tunnels aus. Der Zug entgleiste an der hier etwa 100 Meter tiefen Schlucht der Morača, in die dann ein Teil des Zuges stürzte. Ergebnis der offiziellen Untersuchung war, dass die Bremsen versagt hatten.

## Folgen
45 Menschen starben, 184 wurden darüber hinaus verletzt. Dies war der schwerste Eisenbahnunfall, der sich in Montenegro je ereignet hatte. Die Bergungsarbeiten wurden durch schwer zugängliches Gelände, starken Wind und Schneetreiben behindert.
Der Lokomotivführer wurde unter dem Verdacht der fahrlässigen Tötung in Untersuchungshaft genommen. Ihm sei bekannt gewesen, dass die Bremsen einen technischen Defekt aufwiesen. Er wiederum gab an, das gemeldet zu haben, ohne dass eine Reparatur vorgenommen worden sei. Am 23. Juli 2006 erhob die Staatsanwaltschaft Podgorica Anklage gegen zwölf Angestellte der Eisenbahn. Alle außer dem Lokomotivführer wurden freigesprochen. Dieser wurde zu einer Freiheitsstrafe von sechs Jahren verurteilt. Die Öffentliche Meinung wertete das Urteil als ein Manöver, von den strukturellen Defiziten der montenegrinischen Eisenbahn abzulenken.
Der Unfall führte zum Rücktritt des Verkehrsministers Andrija Lompar und des Direktors der Eisenbahn, Ranko Medenica, noch am Abend des Unfalltages.